# 西安州 (北魏)
西安州，中国南北朝时设置的州。
北魏置，治所在大兴郡（今陕西省定边县）。辖境相当今陕西省定边县、宁夏回族自治区盐池县及内蒙古自治区鄂托克前旗部分区域。西魏废帝三年（554年）改置盐州。